# Кіропедія

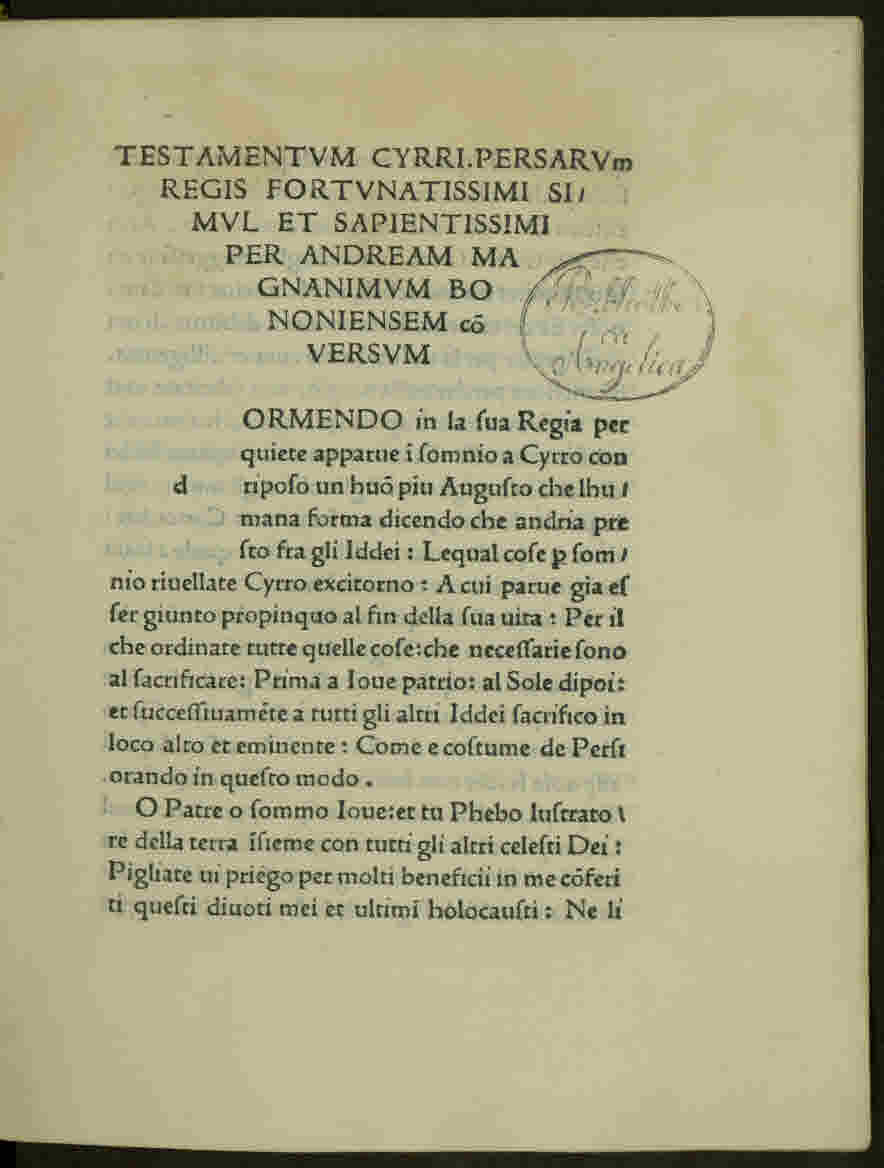
Cyropaedia

Кіропе́дія (грец. Κύρου παιδεία — виховання Кіра) — твір давньогрецького історика Ксенофонта, тенденційний педагогічний роман, присвячений перському цареві Кіру І Великому. Написаний між 371—355 рр. до н. е.

## Твір
«Кіропедія» є одним з найцікавіших творів Ксенофонта. Являє собою політичну утопію — життєпис ідеального монарха і устрій створеної ним держави. В ньому розповідається про засновника держави Ахеменідів царя Кіра. Значна частина опису присвячена Гірканії, сакам, кілька разів згадуються бактрійці.
Основним недоліком «Кіропедії» як джерела є те, що її завданням було виведення образу ідеального державного правителя, яким його уявляв собі Ксенофонт. З огляду на це, твір скоріше варто долучати до жанру історико-політичного роману, аніж до серйозного історичного дослідження.